# Clérey
Clérey est une commune française, située dans le département de l'Aube en région Grand Est.

## Géographie
| Verrières      | Montaulin               |                    |
| Saint-Thibault | Clérey                  | Fresnoy-le-Château |
| Vaudes         | Saint-Parres-lès-Vaudes | Villemoyenne       |

Clérey se situe au sud-est de Troyes à 15 km environ et à 10 km de Lusigny-sur-Barse. Le village, traversé par la Seine, est schématiquement découpé en trois "appellations" : 
- Clérey-sud, traversé par la nationale qui relie Troyes à Dijon.
- Clérey-bas, situé en retrait dans la vallée de la Seine.
- Clérey-haut, qui surplombe le village, au sommet d'une colline pentue, où est regroupé le cœur du village (mairie, église, écoles et quelques commerces).

### Hydrographie
La commune est dans la région hydrographique « la Seine de sa source au confluent de l'Oise (exclu) » au sein du bassin Seine-Normandie. Elle est drainée par la Seine, l'ancien canal de la Haute Seine, un bras de la Seine, un bras de la Seine, le Fossé 01 de Saussis Patris, le Fossé 02 de Saussis Patris, la Seine, le ru les Noues et divers autres petits cours d'eau,.
La Seine, un fleuve long de 775 km, coule dans le Bassin parisien et notamment dans le département de l’Aube en le traversant du sud-est au nord-ouest. Elle irrigue la commune dans sa partie centrale.

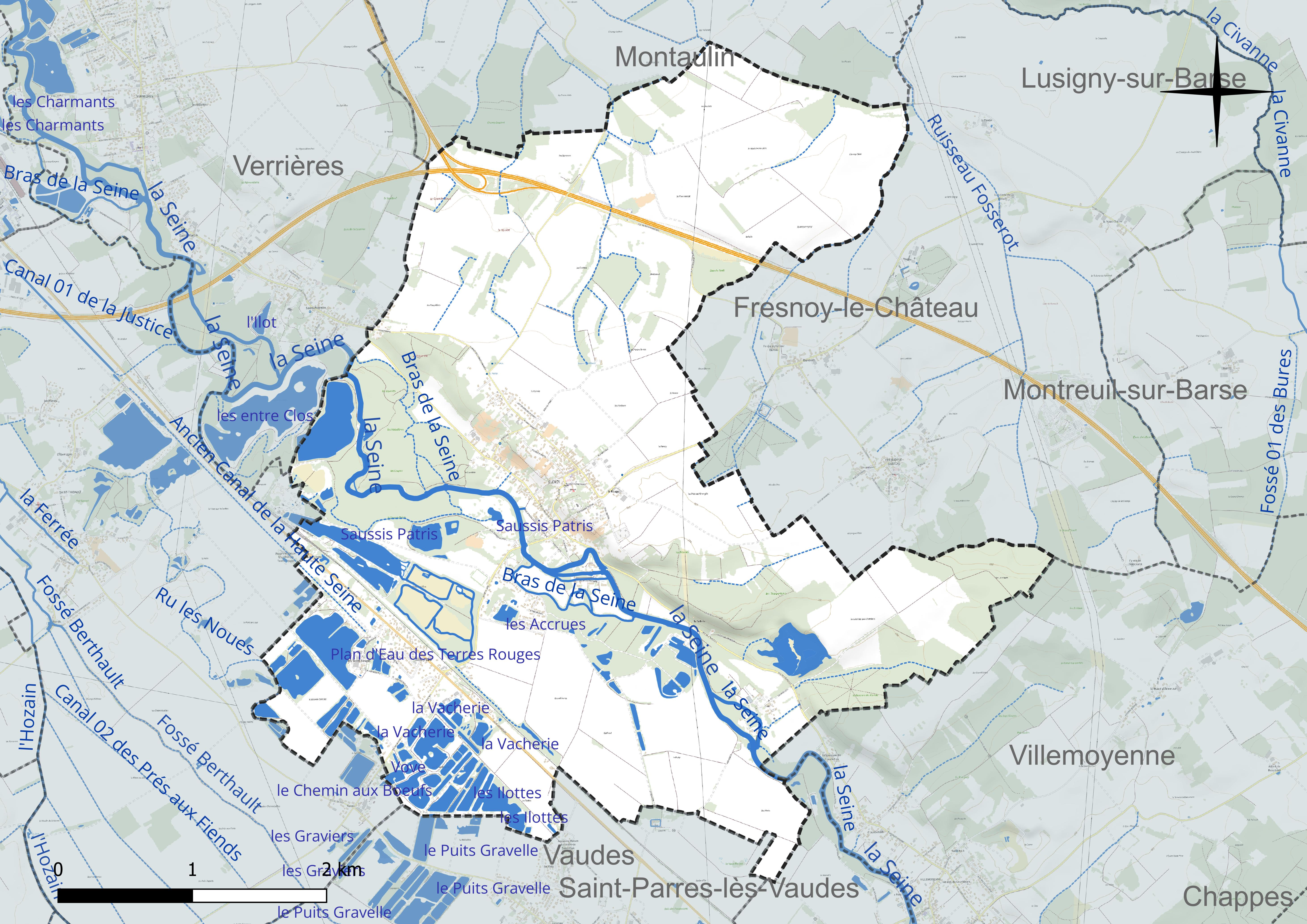
Réseau hydrographique de Clérey.

Neuf plans d'eau complètent le réseau hydrographique : la Vacherie (6 ha), le Chemin aux Boeufs (2,6 ha), le plan d'eau des Terres Rouges (13,6 ha), le Puits Gravelle, d'une superficie totale de 3,5 ha (0,1 ha sur la commune), les Accrues (1,4 ha), les entre Clos, d'une superficie totale de 15,1 ha (14,7 ha sur la commune), les Ilottes (6 ha), Saussis Patris, d'une superficie totale de 10,2 ha (9,3 ha sur la commune) et Vove (2,3 ha),.

### Climat
Pour des articles plus généraux, voir Climat du Grand Est et Climat de l'Aube.
En 2010, le climat de la commune est de type climat océanique dégradé des plaines du Centre et du Nord, selon une étude du Centre national de la recherche scientifique s'appuyant sur une série de données couvrant la période 1971-2000. En 2020, Météo-France publie une typologie des climats de la France métropolitaine dans laquelle la commune est exposée à un climat océanique altéré et est dans la région climatique Lorraine, plateau de Langres, Morvan, caractérisée par un hiver rude (1,5 °C), des vents modérés et des brouillards fréquents en automne et hiver.
Pour la période 1971-2000, la température annuelle moyenne est de 10,4 °C, avec une amplitude thermique annuelle de 15,9 °C. Le cumul annuel moyen de précipitations est de 739 mm, avec 11,1 jours de précipitations en janvier et 8,1 jours en juillet. Pour la période 1991-2020, la température moyenne annuelle observée sur la station météorologique de Météo-France la plus proche, « Saint-Pouange », sur la commune de Saint-Pouange à 11 km à vol d'oiseau, est de 11,5 °C et le cumul annuel moyen de précipitations est de 707,5 mm. 
La température maximale relevée sur cette station est de 42,2 °C, atteinte le 24 juillet 2019 ; la température minimale est de −21 °C, atteinte le 9 janvier 1985,,.
Les paramètres climatiques de la commune ont été estimés pour le milieu du siècle (2041-2070) selon différents scénarios d'émission de gaz à effet de serre à partir des nouvelles projections climatiques de référence DRIAS-2020. Ils sont consultables sur un site dédié publié par Météo-France en novembre 2022.

## Urbanisme

### Typologie
Au 1er janvier 2024, Clérey est catégorisée commune rurale à habitat dispersé, selon la nouvelle grille communale de densité à 7 niveaux définie par l'Insee en 2022.
Elle est située hors unité urbaine. Par ailleurs la commune fait partie de l'aire d'attraction de Troyes, dont elle est une commune de la couronne,. Cette aire, qui regroupe 209 communes, est catégorisée dans les aires de 200 000 à moins de 700 000 habitants,.

### Occupation des sols
L'occupation des sols de la commune, telle qu'elle ressort de la base de données européenne d’occupation biophysique des sols Corine Land Cover (CLC), est marquée par l'importance des territoires agricoles (70,1 % en 2018), une proportion sensiblement équivalente à celle de 1990 (70,5 %). La répartition détaillée en 2018 est la suivante : 
terres arables (47,3 %), forêts (16,7 %), zones agricoles hétérogènes (13,2 %), prairies (9,6 %), eaux continentales (8 %), zones urbanisées (3,8 %), zones humides intérieures (1,4 %). L'évolution de l’occupation des sols de la commune et de ses infrastructures peut être observée sur les différentes représentations cartographiques du territoire : la carte de Cassini (XVIIIe siècle), la carte d'état-major (1820-1866) et les cartes ou photos aériennes de l'IGN pour la période actuelle (1950 à aujourd'hui).

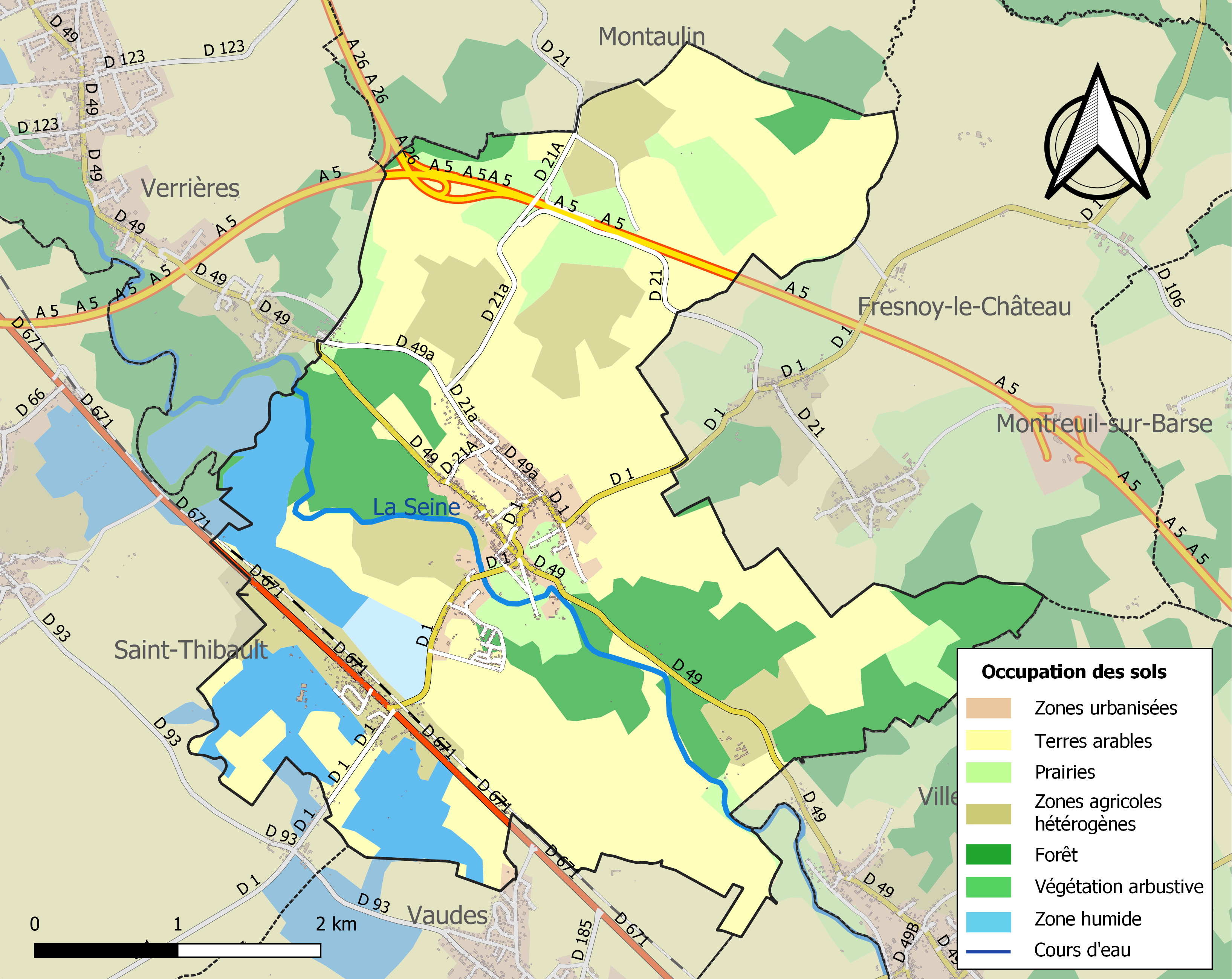
Carte des infrastructures et de l'occupation des sols de la commune en 2018 (CLC).

## Histoire
Clérey relevait de la seigneurie de Chappes  ; en 1397 Pierre II d'Aumont réunissait les deux fiefs qui relevaient donc de celle de L'Isles. Les seigneurs avaient " a Clery souloit avoir ung chasteaul et maison fort ferme emprès l'esglise et les foussés" sur un descriptif de Jean V  et Ferri.
Il y avait plusieurs moulins, deux Grand Moulins à papier à la Vacherie, mais aussi le Moulin à Crot, un moulin à papier, un à foulon et une scie à eau, chacun ayant aussi une maison. Ils sont attestés jusqu'en 1766 et travaillaient peut-être pour les papetiers Debure, Goualt et Nivelle.
En 1756 puis 1769, la Seine connut de grandes crues qui ont modifié son cours, des travaux d'endiguement sont commencés en 1770.
La bonneterie est introduite en 1782 et cinq années plus tard cinq métiers employaient vingt personnes.
En 1789, le village dépendait de l'intendance et de la généralité de Châlons, de l'élection et du bailliage de Troyes et du bailliage ducal d'Aumont.

### La Vacherie
Ou encore Grande-Vacherie, Vacherie-sous-Isle, c'était un fief du comte de Champagne qui comptait neuf ménages en 1290, le même nombre en 1784. Il y avait une chapelle sous le vocable de Saint-Jacques et un cimetière, ils dépendaient de la paroisse de Clérey.

### Courcelles
Ancien fief qui comprenait un hameau, un château, un moulin et une tuilerie ; il relevait pour partie de Chappes et Villebertin. En 1367, le moulin, les droits sur le cours de la Seine relevaient de Villebertin. Les premiers seigneurs connus sont d'avant 1250, date de la mort de Thierri de Courcelles. Il est mentionné comme possesseur d'une maison, devenue celle qui est mentionnée en 1537. Elle a alors deux granges, étable, bergeries, pressoir, vinerie, colombier, le tout clos de fossés ; en 1543 est aussi mentionné un pont-levis. Une chapelle est mentionnée comme existante en 1686. Il fut détruit par un incendie en 1939.

### Passé ferroviaire de la commune
|  |  |  |  |

De 1882 au 2 mars 1969, la commune de Clérey  a été traversée par la ligne de chemin de fer de Troyes à Gray, qui, venant du nord-ouest de la gare de Saint-Thibault, suivait la route de Troyes  à Bar-sur-Seine,  s'arrêtait à la gare de Clérey et se dirigeait ensuite en ligne droite vers la gare de Saint-Parres-lès-Vaudes. 

Les bâtiments de la gare sont encore présents de nos jours, Avenue de la gare.

L'horaire ci-dessus montre qu'en 1914, quatre trains s'arrêtaient chaque jour à la gare  dans le sens Troyes-Gray et quatre autres dans l'autre sens.

A une époque où le chemin de fer était le moyen de déplacement le plus pratique, cette ligne connaissait un important trafic de passagers et de marchandises. 
	
À partir de 1950, avec l'amélioration des routes et le développement du transport automobile, le trafic ferroviaire a périclité et la ligne a été fermée le 2 mars 1969 au trafic voyageurs puis désaffectée.

## Héraldique
|  | Les armes de la ville se blasonnent ainsi : D’or au chevron de gueules accompagné en chef de quatre merlettes de sable ordonnées l’une sur l’autre 2 et 2 et en pointe d’une clé contournée du même, à la bordure d’azur chargée de sept burelles ondées d’argent. |

## Politique et administration
Le village appartenait au canton de Montreuil du 29 janvier au 29 novembre 1790, puis de celui d'Aumont qui devint Isle-Aumot jusqu'en l'an IX.
| Période                                  | Période   | Identité             | Étiquette | Qualité |
| ---------------------------------------- | --------- | -------------------- | --------- | ------- |
| mars 2001                                | mars 2014 | Gilbert Pellerin     |           |         |
| mars 2014                                | mai 2020  | Sandrine Urbain      | DVD       | Artisan |
| mai 2020                                 | En cours  | Jean-Pierre Lécorché |           |         |
| Les données manquantes sont à compléter. |           |                      |           |         |

## Démographie
Population : 
- 746 habitants e 1787.

L'évolution du nombre d'habitants est connue à travers les recensements de la population effectués dans la commune depuis 1793. Pour les communes de moins de 10 000 habitants, une enquête de recensement portant sur toute la population est réalisée tous les cinq ans, les populations de référence des années intermédiaires étant quant à elles estimées par interpolation ou extrapolation. Pour la commune, le premier recensement exhaustif entrant dans le cadre du nouveau dispositif a été réalisé en 2006.

En 2022, la commune comptait 1 150 habitants, en évolution de +4,93 % par rapport à 2016 (Aube : +0,7 %, France hors Mayotte : +2,11 %).
| 1793 | 1800 | 1806 | 1821 | 1831 | 1836 | 1841 | 1846 | 1851 |
| ---- | ---- | ---- | ---- | ---- | ---- | ---- | ---- | ---- |
| 758  | 694  | 791  | 725  | 785  | 822  | 802  | 772  | 786  |

| 1856 | 1861 | 1866 | 1872 | 1876 | 1881 | 1886 | 1891 | 1896 |
| ---- | ---- | ---- | ---- | ---- | ---- | ---- | ---- | ---- |
| 741  | 812  | 718  | 701  | 664  | 663  | 701  | 754  | 714  |

| 1901 | 1906 | 1911 | 1921 | 1926 | 1931 | 1936 | 1946 | 1954 |
| ---- | ---- | ---- | ---- | ---- | ---- | ---- | ---- | ---- |
| 727  | 706  | 712  | 607  | 653  | 683  | 686  | 669  | 783  |

| 1962 | 1968 | 1975 | 1982 | 1990 | 1999 | 2006  | 2011  | 2016  |
| ---- | ---- | ---- | ---- | ---- | ---- | ----- | ----- | ----- |
| 805  | 802  | 788  | 825  | 865  | 930  | 1 056 | 1 116 | 1 096 |

| 2021  | 2022  | - | - | - | - | - | - | - |
| ----- | ----- | - | - | - | - | - | - | - |
| 1 142 | 1 150 | - | - | - | - | - | - | - |

## Lieux et monuments
- L'église Saint-Pierre-aux-Liens a été inscrite MH par arrêté du 7 mai 1926[26].
- Chapelle de Clérey.
- Le lavoir en face de la boulangerie et l'église du bourg. Malgré la taille de Clérey, cette ville possède un stade.

## Personnalités liées à la commune
- Hubert Linard, ancien coureur cycliste professionnel, y est né en 1953.